# Hypothalassiidae
Famille
Les Hypothalassiidae sont une famille de crabes. Elle comporte deux espèces actuelles et une fossile dans deux genres dont un fossile.

## Liste des genres
- Hypothalassia Gistel, 1848
- †Lathahypossia Schweitzer, Artal, Van Bakel, Jagt & Karasawa, 2007

## Référence
- Karasawa & Schweitzer, 2006 : A new classification of the Xanthoidea sensu lato (Crustacea: Decapoda: Brachyura) based on phylogenetic analysis and traditional systematics and evaluation of all fossil Xanthoidea sensu lato. Contributions to Zoology, vol. 75, n. 1/2, p. 23–73.

## Sources
- Ng, Guinot & Davie, 2008 : Systema Brachyurorum: Part I. An annotated checklist of extant brachyuran crabs of the world. Raffles Bulletin of Zoology Supplement, n. 17 p. 1–286.
- De Grave & al., 2009 : A Classification of Living and Fossil Genera of Decapod Crustaceans. Raffles Bulletin of Zoology Supplement, n. 21, p. 1-109.